# Špicberské globální úložiště semen
Špicberské globální úložiště semen (norsky Svalbard globale frøhvelv, anglicky Svalbard Global Seed Vault) je zabezpečené úložiště semen, které bylo vybudováno za polárním kruhem na norském souostroví Špicberky poblíž správního střediska Longyearbyen. Toto zařízení bylo založeno pro zachování široké rozmanitosti semen rostlin z míst po celém světě v podzemní jeskyni.

## Výstavba
Slavnostní akt položení základního kamene se uskutečnil 19. června 2006 za účasti předsedů vlád Norska, Švédska, Finska, Dánska a Islandu. Špicberské globální úložiště semen bylo oficiálně otevřeno 26. února 2008. Zařízení má být mj. bezpečné útočiště semen v případě velkých regionálních či globálních krizí. Výstavba tohoto zařízení byla zcela financována norskou vládou a stála 45 milionů norských korun.
Úložiště je umístěno v pískovcovém masivu poblíž longyearbyenského letiště v nadmořské výšce 130 metrů. Mezi hlavní výhody umístění právě zde patří: tektonická stabilita a tedy žádné nebezpečí zemětřesení, nadmořská výška zajišťující, že úložiště nebude zatopeno, ani kdyby všechen sníh na pólech roztál, snadná dopravní dostupnost (fjord Adventfjorden díky Golfskému proudu nikdy nezamrzá) a především stabilní teplota podloží -3 °C. Semena jsou chlazena pomocí generátorů fungujících na uhlí (které je těžené na ostrovech). I pokud by generátory vypadly, potrvá několik týdnů, než se teplota zvýší na původní -3 °C.

## Využití
Skladování semen je zprostředkováváno zdarma. V obřích ledových halách jsou uchovávána semena v černých krabicích zmražených na teplotu mezi -10 až -20 °C, což by mělo zajistit perfektní stav semen nejméně stovky let. Počítá se s maximální kapacitou 2,25 miliardy semen.
K 11. červenci 2010 zde bylo uloženo 716 523 vzorků semen patřících ke 4 205 druhům. V roce 2017 úložiště obsahovalo již 930 000 vzorků semen z celého světa. V únoru 2018 množství vzorků již přesáhlo jeden milión.

## Důsledky globálního oteplování
Ani špicberskému úložišti semen se nevyhnuly důsledky globálního oteplování. Kvůli stoupajícím teplotám, tání ledovců a permafrostu na Špicberkách začala do přístupové chodby úložiště prosakovat voda a bylo nutno urychleně provést rekonstrukci.

## Galerie

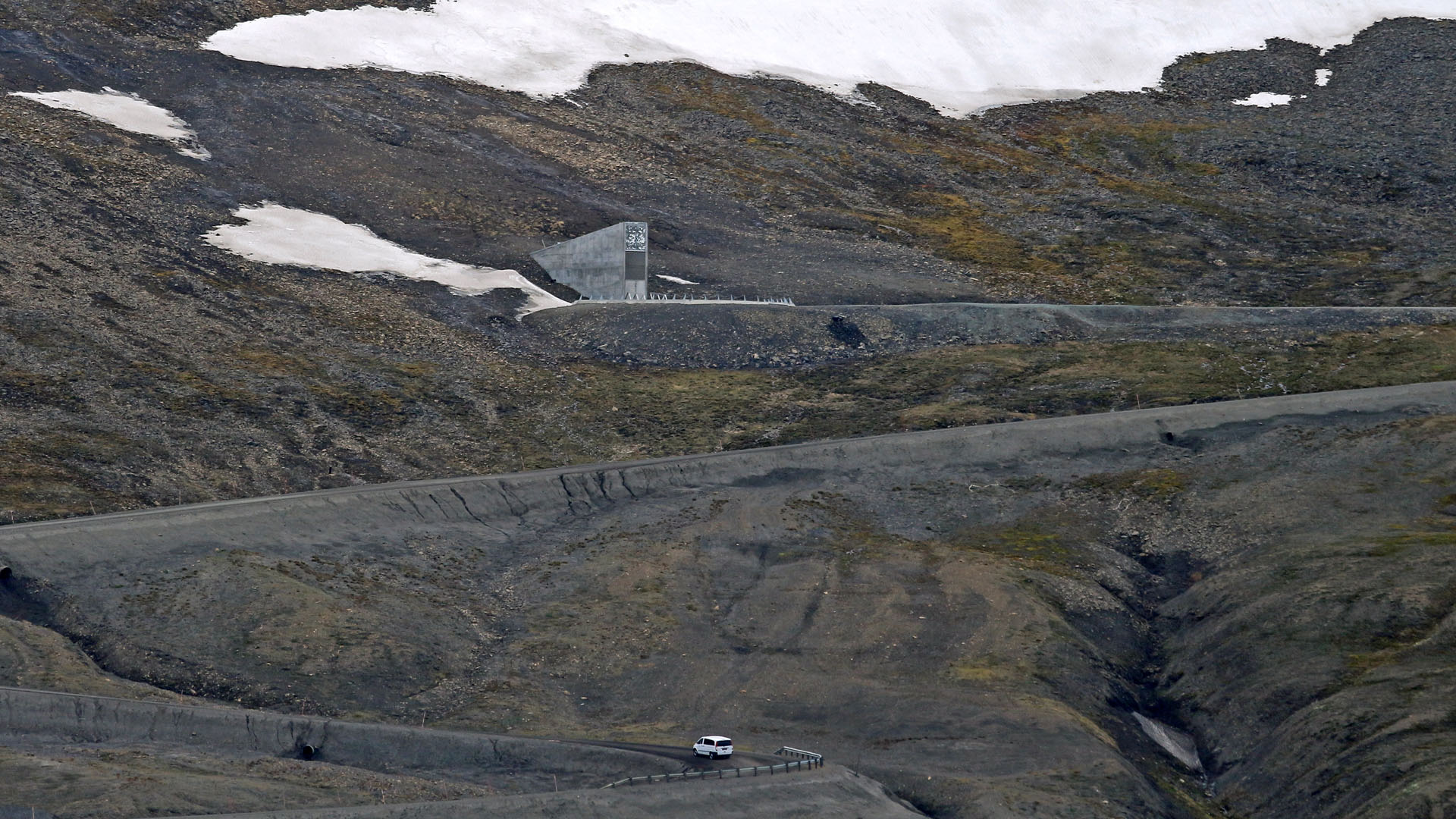
Terén kolem úložiště
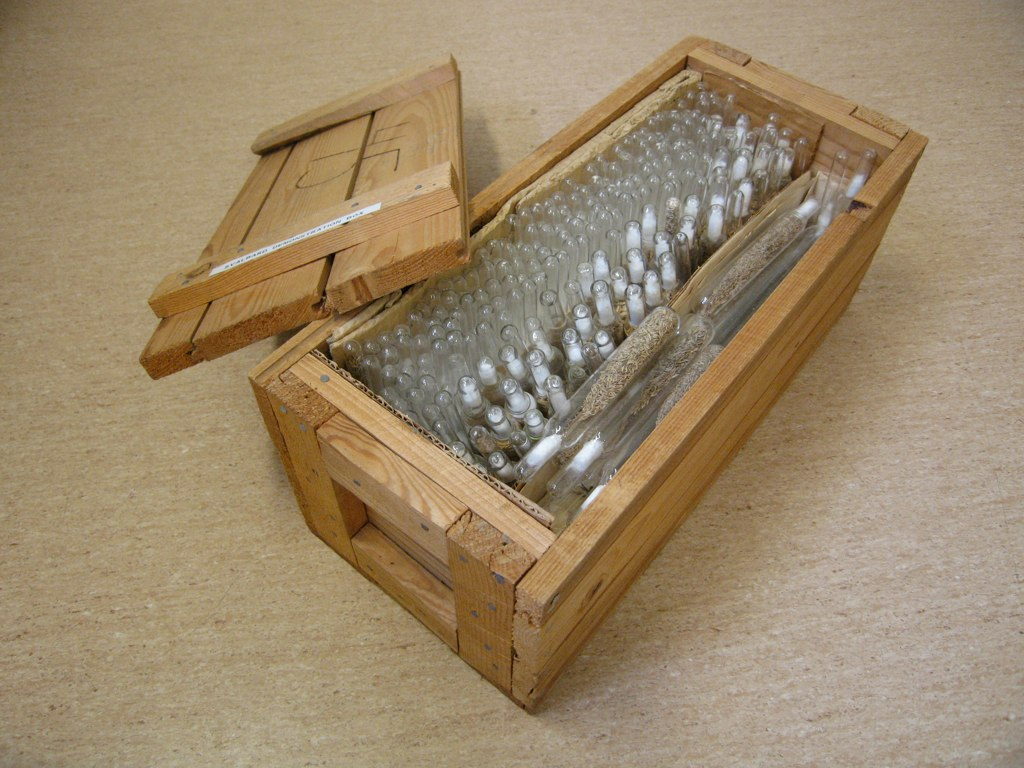
Ukázka ukládání vzorků Nordic Gene Bank před rokem 1998
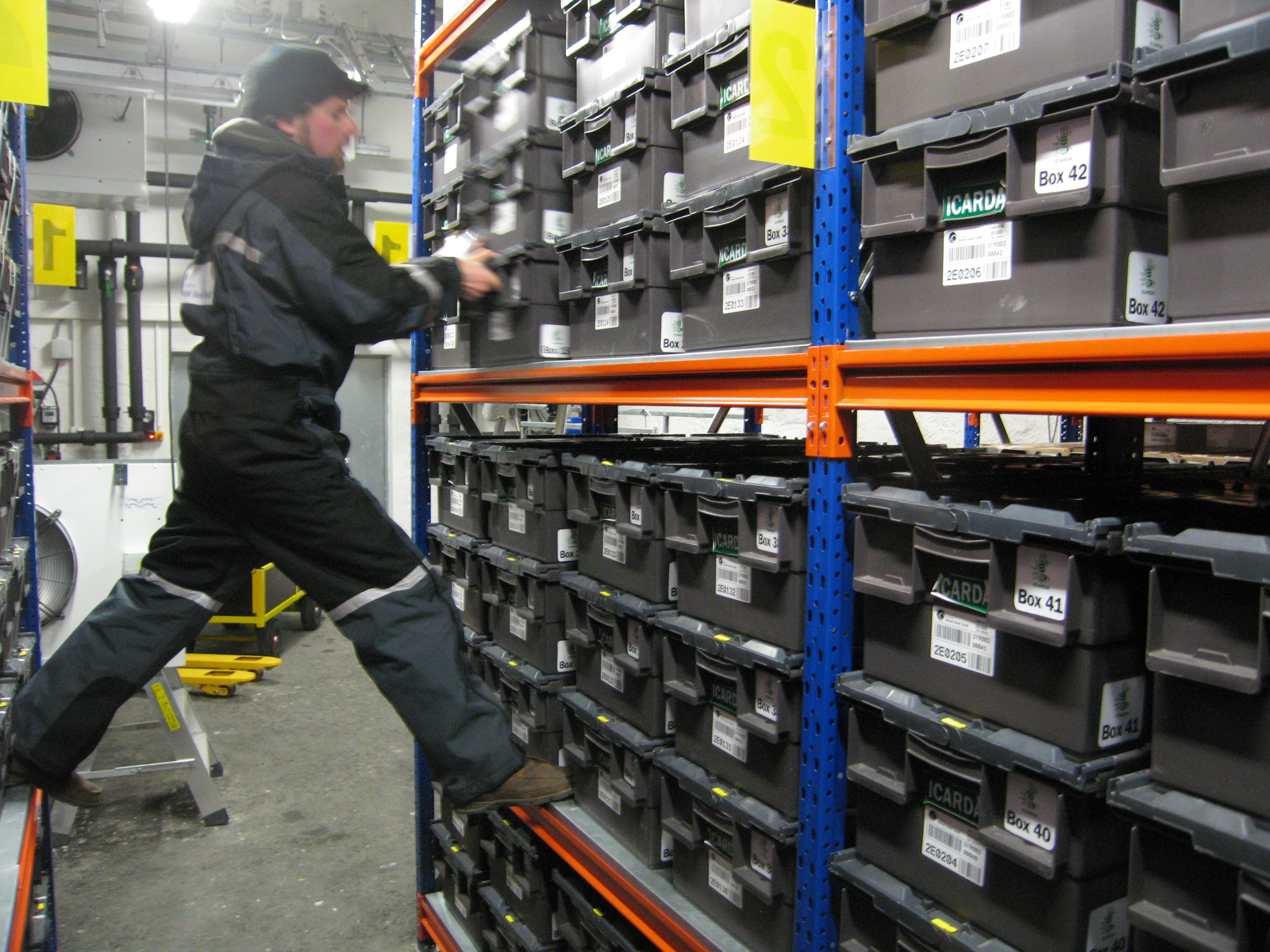
Umístění vzorků v boxech uvnitř hory
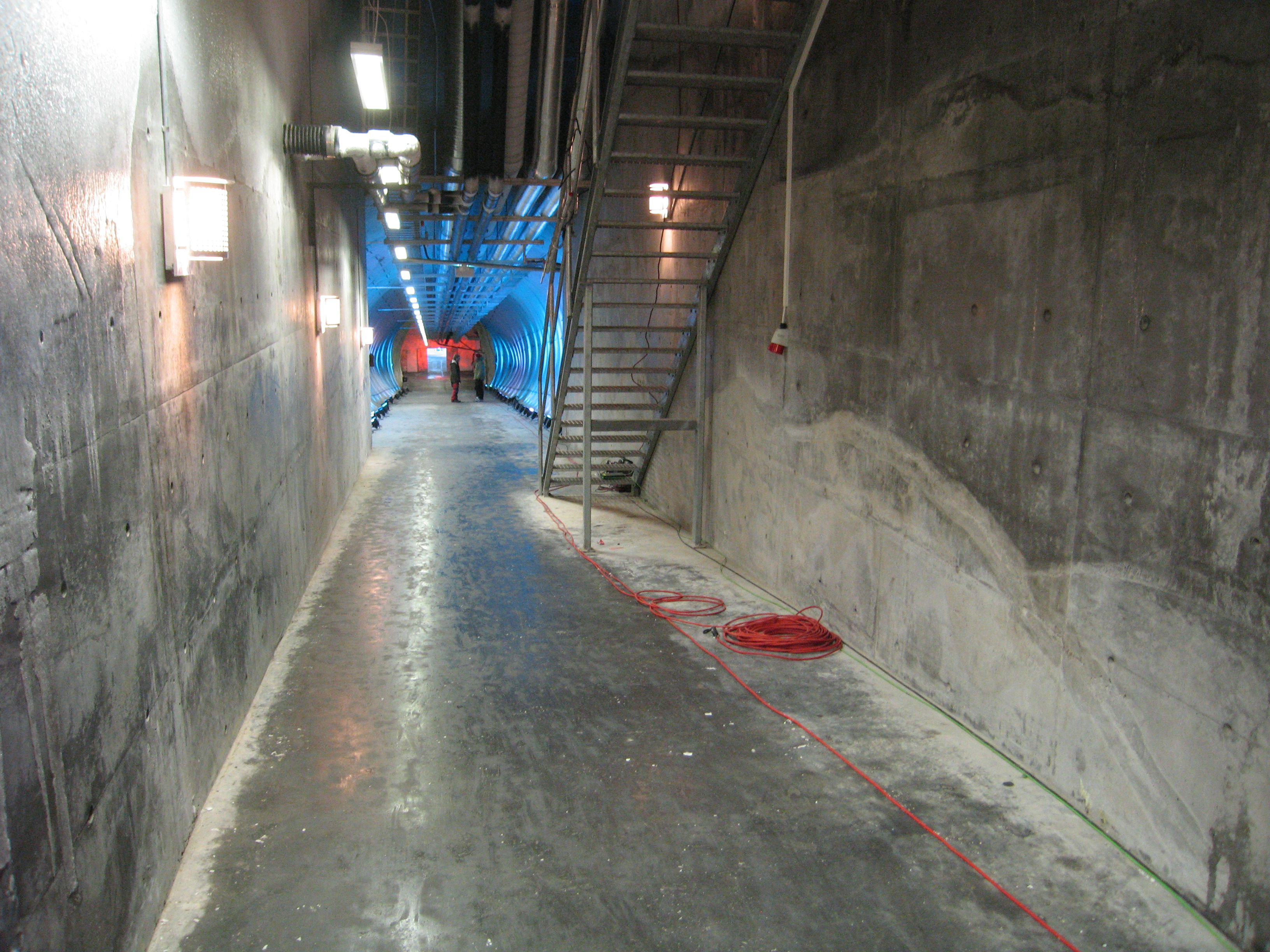
Chodba vedoucí k úložišti